# 鲍勃·夏普
罗伯特·“鲍勃”·夏普（英語：Robert "Bob" Sharpe，1951年6月17日—），加拿大男子篮球运动员。他曾代表加拿大获得1976年夏季奥运会男子篮球比赛第四名。他也参加了1974年世界篮球锦标赛。